# سالزبوري (إنجلترا)
ساليسبري  (في الإنجليزية Salisbury)هي مدينة إنجليزية تقع في مقاطعة ويلتشير ، غرب انكلترا. It has also been called New فيها مركز أبرشية ساليسبري و للمدينة مدن توأم في فرنسا وألمانيا و ولايات كارولينا الشمالية وماريلاند في الولايات المتحدة الأمريكية.

## الموقع

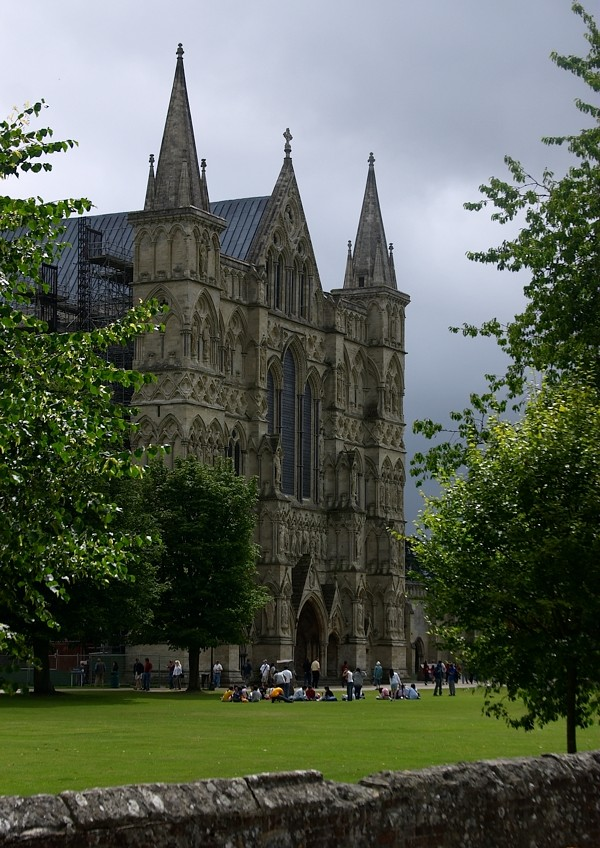
الواجهة الغربية لكاتدرائية ساليسبري

تقع المدينة في جنوب شرق ويلتشير ، بالقرب من حافة سهل سالزبوري .وتلتقي فيها خمسة أنهار :وهي ويلي، ايبل، نادر و بورن ، وهي جميعها روافد لنهر افون، الذي يصب في البحر في الساحل الجنوبي لكرايستشيرش في مقاطعة دورست .
يوجد في ساليسبري محطة للسكك الحديدية تخدم المدينة ، وتعد المدينة نقطة العبور في المنطقة الغربية الجنوبية لانكلترا مما يجعلها مركز للتبادل الإقليمي.

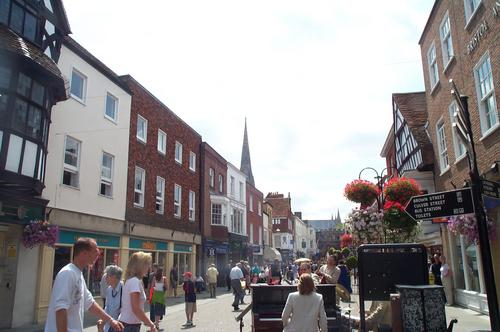
الشارع الرئيسي في مدينة ساليسبري

## توأمة
لسالزبوري (إنجلترا) اتفاقيات توأمة مع كل من:
- كسانتن
- سانتس
- ساليسبري
- سالزبوري

## من مشاهير الأعلام
- مايكل كروفورد (ولد في ساليسبري سنة 1942)

## أعلام
- تومي هيتشكوك جونيور
- كيث روبرتس
- تشارلز فريدريك كيتليى
- أنتوني دانيلز
- جوزيف فاينس

## وصلات خارجية
بلدية ساليسبري
الموقع الرسمي للسياحة في ساليسبري